# Isländische Badmintonmeisterschaft 1967
Die Isländische Badmintonmeisterschaft 1967 fand in Reykjavík statt. Es war die 19. Auflage der nationalen Titelkämpfe von Island im Badminton.

## Titelträger
| Disziplin    | Sieger                                     |
| ------------ | ------------------------------------------ |
| Herreneinzel | Jón Árnason                                |
| Dameneinzel  | nicht ausgetragen                          |
| Herrendoppel | Jón Árnason Viðar Guðjónsson               |
| Damendoppel  | Hulda Guðmundsdóttir Lovísa Sigurðardóttir |
| Mixed        | Jón Árnason Lovísa Sigurðardóttir          |